# Contea di Limestone (Alabama)
La contea di Limestone, in inglese Limestone County, è una contea dello Stato dell'Alabama, Stati Uniti. La popolazione al censimento del 2000 era di 65 676 abitanti. Il capoluogo di contea è Athens. Fa parte dell'area metropolitana di Huntsville-Decatur.
Si tratta di una dry county, ad eccezione della città di Athens.

## Geografia fisica
La contea si trova nella parte settentrionale dell'Alabama, al confine  con il Tennessee. Lo United States Census Bureau certifica che l'estensione della contea è di 1572 km², di cui 1471 km² composti da terra e i rimanenti 101 km² composti di acqua.
La contea di Limestone si trova nelle colline pedemontane dei monti Appalachi. La contea è situata nel centro della valle del Tennessee, con il fiume Tennessee che scorre lungo il confine meridionale.

### Contee confinanti
- Contea di Giles (Tennessee) - nord
- Contea di Lincoln (Tennessee) - nord-est
- Contea di Madison - est
- Contea di Morgan - sud (oltre il fiume Tennessee)
- Contea di Lawrence - sud-ovest (oltre il fiume Tennessee)
- Contea di Lauderdale - ovest (oltre il fiume Elk)

### Laghi, fiumi e parchi
La contea comprende i seguenti laghi, fiumi e parchi:
| Laghi | Fiumi | Parchi | Parchi |
| --- | --- | --- | ------ |
| - Buckeye Pond - Goose Pond - Antiock Lake - Todd Lake - Burgreen Lake - Littrell Lake - Wheeler Reservoir - Lake Gary | - Hulsey Branch - Piney Creek - Friend Branch - Jack Branch - Bridgeforth Branch - Spring Branch - Spring Creek - Jenkins Branch - Jenkins Creek | - Elk River Lodge State Park - Limestone County Park - Swan Creek Waterfowl Management Area - Round Island Creek Public Use Area |        |

## Storia
La contea di Limestone fu costituita il 6 febbraio 1818. I territori appartenevano ai Creek e ai Chickasaw. La contea deve il suo nome al torrente che la attraversa (Limestone Creek), il cui letto è composto da duro calcare (in inglese limestone).

## Principali strade ed autostrade
- Interstate 65
- Interstate 565
- U.S. Highway 31
- U.S. Highway 72
- State Route 99

## Società

### Evoluzione demografica
Abitanti censiti (migliaia)

## Comuni[10]
- Ardmore - town
- Athens (capoluogo) - city
- Decatur - city[11]
- Elkmont - town
- Huntsville - city[12]
- Lester - town
- Madison - city[12]
- Mooresville - town